# Cesar (departement)
Cesar is een departement in het noorden van Colombia. De hoofdstad van het departement is de stad Valledupar. Cesar, dat ruim een miljoen inwoners heeft, grenst in het zuidoosten aan het departement Norte de Santander en vervolgens — met de klok mee — aan de departementen Santander, Bolívar, Magdalena en La Guajira en de Venezolaanse deelstaat Zulia.

## Geschiedenis
Voor de komst van de Spanjaarden werd het gebied bewoond door verschillende indianenvolken, waaronder de Malibu, Tairona, Arhuaco, Motilones, Eupari, Guatapuries, Chimila en Tupe. In 1529 kwam de eerste conquistador: Pedro de Badillo. In 1531 werd het gebied binnengevallen door de Duitser Ambrosius Ehinger; hij stuitte op veel weerstand van de indianen en liet het indianenopperhoofd Ufar executeren. De kolonisatie werd voltooid dankzij de Kapucijnen, die de indianen pacificeerden.

## Geografie
Cesar is langgerekt en heeft een oppervlakte van 22.905 km². Het departement kan in drie streken worden verdeeld: twee bergachtige gebieden, de Sierra Nevada de Santa Marta in het noorden en de Serranía de Perijá in het oosten en daartussenin een vlak gebied. Door dat vlakke gebied lopen de rivieren Magdalena (de belangrijkste rivier van Colombia) en Cesar. Beide rivieren voeden de Cienaga de Zapatosa (Zapatosamoeras).
De laaggelegen landen hebben een warm en relatief droog klimaat, met minder dan 1300 mm neerslag per jaar. In de bergen is de temperatuur laag en valt meer dan 2000 mm neerslag per jaar.

## Economie
De economie van Cesar rust voornamelijk op landbouw, dienstverlening en mijnbouw. Er zijn veel grote schapenboerderijen. De industrie produceert landbouwproducten, maar ook olieproducten. In de Cienaga de Zapatosa zijn veel mogelijkheden voor visserij, maar die worden amper benut. Het grootste deel van het gebied is nog niet onderzocht op de aanwezigheid van grondstoffen, met name vanwege de Colombiaanse Burgeroorlog.

### Mijnbouw in Cesar
Na verschillende onderzoeken is er vastgesteld dat er in de mijnregio corruptie voorkomt. Daarbij raakt drinkwater in de regio vervuild, en heeft onderzoek aangetoond dat er zelfs DNA-mutatie op kan treden als gevolg van de mijnactiviteiten. Nadat deze omstandigheden aan het licht kwamen in 2014, hebben de Colombiaanse regering en de Nederlandse regering een akkoord gesloten. In 2015 hebben de twee overheden een Memorandum of Understanding (MoU) getekend. Dit akkoord moet ervoor zorgen dat de mijnbouw een sector wordt die de arbeidsomstandigheden, het milieu en mensenrechten respecteert.

## Gemeenten
Het departement bestaat uit 25 gemeenten:
| Gemeente            | Inwoners |
| ------------------- | -------- |
| Aguachica           | 80.789   |
| Astrea              | 17.786   |
| Becerril            | 13.584   |
| Bosconia            | 30.334   |
| Chimichagua         | 30.116   |
| Chiriguaná          | 21.494   |
| Agustín Codazzi     | 52.219   |
| Curumaní            | 26.740   |
| El Copey            | 24.368   |
| El Paso             | 20.292   |
| Gamarra             | 14.224   |
| González            | 8.859    |
| La Gloria           | 14.173   |
| La Jagua de Ibirico | 21.386   |
| La Paz Robles       | 20.596   |
| Manaure             | 6.883    |
| Pailitas            | 15.578   |
| Pelaya              | 15.458   |
| Pueblo Bello        | 16.942   |
| Río de Oro          | 14.023   |
| San Alberto         | 19.656   |
| San Diego           | 13.390   |
| San Martín          | 16.921   |
| Tamalameque         | 13.636   |
| Valledupar          | 400.000  |

| Detailkaart | Detailkaart |
| ----------- | ----------- |
|             |             |
| Gemeenten   | Regio's     |